# Mark Lowen
Mark Lowen é um jornalista britânico. Ele é correspondente da BBC News Sul da Europa, com sede em Roma. Anteriormente, ele trabalhou na Turquia, Grécia e Sérvia. Ele se mudou para Roma em 2019 e é frequentemente destacado para outros lugares em histórias importantes.

## Educação
Lowen foi educado na Escola Primária Sheen Mount em Richmond upon Thames, da qual recebeu uma bolsa de estudos em 1994 para a King's College School, uma escola independente para meninos em Wimbledon, seguida pelo Balliol College na Universidade de Oxford, onde obteve um diploma de primeira classe em História e Francês.

## Vida e carreira

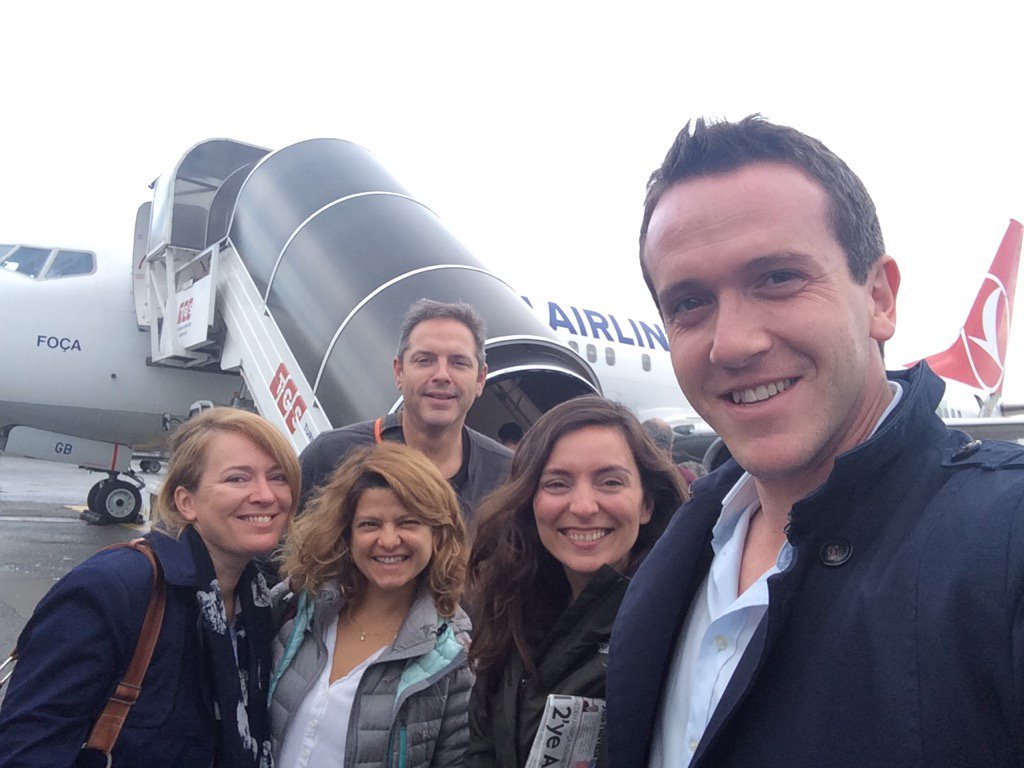
Lowen e a equipe turca da BBC embarcando em um voo para cobrir a campanha eleitoral turca, 23 de outubro de 2015

Lowen ingressou no escritório da BBC em Paris em 2005 como estagiário, tornando-se produtor, seguido pelo BBC World Service em Londres em 2007 e pela BBC World News em 2008. Ele se tornou correspondente da BBC nos Bálcãs com sede em Belgrado em 2009, cobrindo as antigas repúblicas de Jugoslávia e Albânia, período durante o qual informou sobre as primeiras eleições no Kosovo desde a independência, o julgamento de Radovan Karadžić e a prisão do antigo Comandante-em-Chefe do Exército Sérvio da Bósnia, Ratko Mladić.
Lowen tornou-se correspondente da BBC Atenas no outono de 2011, substituindo Malcolm Brabant, que ficou gravemente doente após uma inoculação de rotina contra a febre amarela. Cobriu a crise financeira da Grécia antes de se mudar para Istambul em 2014. A partir daí, relatou, entre outros assuntos, sobre ataques terroristas, a tentativa de golpe, a crise migratória, o governo de Recep Tayyip Erdoğan e a Guerra Civil Síria. Em 2019, tornou-se correspondente da BBC em Roma, cobrindo o Sul da Europa.

## Família
A mãe de Lowen é a atriz britânica Eve Karpf e sua avó era Natalia Karp (nascida Weissman; 1911–2007), uma refugiada judia dos nazistas e sobrevivente do Holocausto, cuja história ele contou em uma transmissão da BBC e reportagem online. Lowen é casado com o ator português e diretor do Teatro Nacional D. Maria II Pedro Penim. Em dezembro de 2022, Penim anunciou que ele e Lowen tiveram uma filha, nascida por gestação de substituição no Canadá.